# Hudson (hrabstwo St. Croix)
Hudson – miasto w Stanach Zjednoczonych, w stanie Wisconsin, w hrabstwie St. Croix.